# 施泰因文登
施泰因文登是德国莱茵兰-普法尔茨州的一个市镇。总面积11.83平方公里，总人口2453人，其中男性1209人，女性1244人（2011年12月31日），人口密度207人/平方公里。